# 제1대 스노든 백작 안토니 암스트롱존스
제1대 스노든 백작 안토니 찰스 로버트 암스트롱존스(Antony Charles Robert Armstrong-Jones, 1st Earl of Snowdon, 1930년 3월 7일 ~ 2017년 1월 13일)는 영국의 사진가이자 영화 제작자였다. 그는 세계적으로 유명한 인물들의 초상화로 국제적으로 가장 잘 알려져 있는데, 그들 중 많은 것들이 보그, 배너티 페어, 선데이 타임스 매거진, 선데이 텔레그래프 매거진, 그리고 다른 주요 장소들에 출판되었다. 그의 사진 280여 점은 국립 초상화 갤러리의 영구 소장품이다.
스노든은 또한 장애인들을 위한 끊임없는 성공적인 운동가였으며, 성인기 동안 장애인들을 위한 수십 가지 획기적인 정치적, 경제적, 구조적, 교통적, 교육적 개혁을 이루었다.
1960년에 엘리자베스 2세 여왕의 여동생 영국 공주 마거릿과 결혼했다가 1978년에 이혼했다. 자녀로는 2남 3녀가 있으며 적자로는 제2대 스노든 백작 데이비드 암스트롱존스, 레이디 사라 차토, 레이디 프랜시스 본 호프만스탈이 있고 사생아로는 폴리 프라이, 재스퍼 케이블 알렉산더가 있다.

## 같이 보기
- 사진가 목록